# 科蒂尼亚克
科蒂尼亚克（法語：Cotignac，法語發音：[kɔtiɲak]）是法国普罗旺斯-阿尔卑斯-蓝色海岸大区瓦尔省的一个市镇，属于布里尼奥勒区。

## 地理
科蒂尼亚克（43°31'43"N, 6°8'58"E）面积44.26 平方千米，位于法国普罗旺斯-阿尔卑斯-蓝色海岸大区瓦尔省，该省份为法国东南部沿海省份，北起上普罗旺斯阿尔卑斯省，西北角与沃克吕兹省接壤，西接罗讷河口省，南濒地中海，东临滨海阿尔卑斯省。
与科蒂尼亚克接壤的市镇（或旧市镇、城区）包括：卡尔塞斯、科朗斯、昂特勒卡斯托、阿尔让河畔蒙福尔、蓬特韦斯、锡扬拉卡斯卡德。

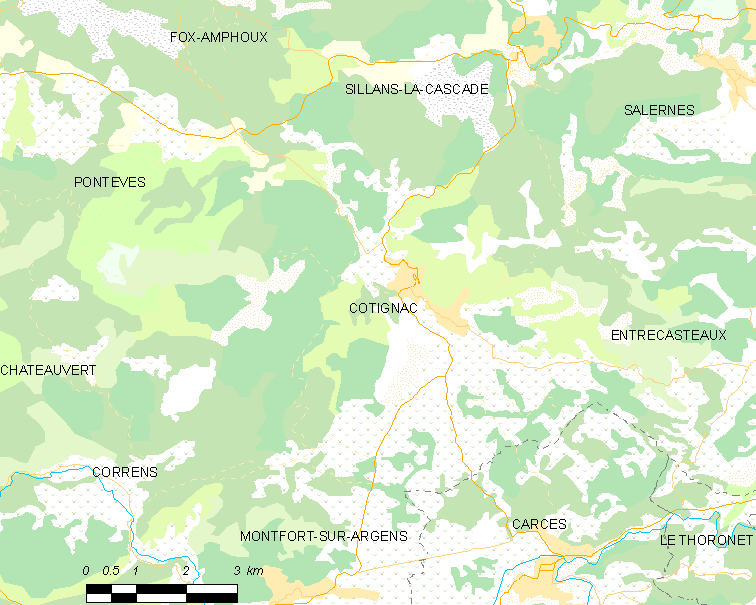
科蒂尼亚克的OSM定位图

科蒂尼亚克的时区为UTC+01:00、UTC+02:00（夏令时）。

## 行政
科蒂尼亚克的邮政编码为83570，INSEE市镇编码为83046。

## 政治
科蒂尼亚克所属的省级选区为布里尼奥勒县。

## 人口

1962-2008年间科蒂尼亚克人口变化图示

科蒂尼亚克于2022年1月1日时的人口数量为2166人。